# سام هیل (دوچرخه‌سوار)
سام هیل (انگلیسی: Sam Hill؛ زادهٔ ۲۱ ژوئیهٔ ۱۹۸۵) دوچرخه‌سوار اهل استرالیا است.
وی در مسابقات کشوری و بین‌المللی در مجموع برندهٔ ۵ مدال طلا، ۱ مدال نقره، ۳ مدال برنز شده‌است.